# Crossing River
Der Crossing River ist ein Fluss im äußersten Südwesten des australischen Bundesstaates Tasmanien.

## Geografie

### Flusslauf
Der 49 Kilometer lange Fluss entspringt an den Südhängen des Mount Aldebaran in der Arthur Range im Zentrum des Southwest-Nationalparks. Von dort fließt er zunächst nach Nordwesten bis zum Sculptured Mountain in der White Monolith Range, wo der Dodds River einmündet. Dort wendet der Crossing River seinen Lauf nach Südwesten bis zum Davey Sugarloaf. Nördlich dieses Berges biegt er erneut nach Nordwesten ab und mündet westlich des Green Head (ebenfalls ein Berg in der White Monolith Range) in den Davey River.

### Nebenflüsse mit Mündungshöhen
- Dodds River – 172 m[1]